# Michael Router
Michael Router (ur. 15 kwietnia 1965 w Rahardrum) – północnoirlandzki duchowny katolicki, biskup pomocniczy Armagh od 2019.

## Życiorys
Święcenia kapłańskie otrzymał 25 czerwca 1989 i został inkardynowany do diecezji Kilmore. Był m.in. nauczycielem kilku diecezjalnych szkół, a także dyrektorem domu formacyjnego dla dorosłych oraz centrum duszpasterskiego.
7 maja 2019 papież Franciszek mianował go biskupem pomocniczym archidiecezji Armagh, ze stolicą tytularną Lugmad. Sakry biskupiej udzielił mu 21 lipca 2019 arcybiskup Eamon Martin.